# Reiser4
Reiser4（ライザーフォー）は、ReiserFSファイルシステムの後継として、DARPAとLinspireから支援を受けたNamesys社によりフルスクラッチで開発されたファイルシステムである。
2006年当時、ReiserFSは多くのLinuxディストリビューションのデフォルトのファイルシステムとして広く採用されていたが、その後継であるReiser4はLinuxカーネルのメインにマージされないまま、2006年に主要な開発者のハンス・ライザーが妻を殺害した容疑で逮捕されたことによって実質的に終了した。しかしながら、Reiser4はアンドリュー・モートンによる「-mm」カーネルソースで動作可能であった（2011年現在のmmツリー、mmotmツリーには含まれていない）。2006年当時のReiser4はLinuxの次世代ファイルシステムの有力な候補の一つとみなされていたにもかかわらず、Reiser4がカーネルにマージされなかった理由として、Linuxカーネル開発陣はReiser4がLinux標準コーディングスタイルを守っていないからだと説明していたが、ライザーは政治的な理由（カーネルの開発陣がライザーのことを嫌っているから）であるとしていた。
ライザー（2008年に懲役15年が確定し、2023年以降に出所予定）の逮捕後、Reiser4は新機能の導入こそされなくなったものの、熱狂的支持者によって継続してメンテナンスされており、2019年にはLinux5.0に対応した。
2022年のリリースを最後に開発は停滞している。

## 特徴
Reiser4の目標：
- 柔軟なログ形式によってより効率の良い ジャーナリングファイルシステムを実現する。
- ディスクスペースや速度についてより効率よく小さなファイル群をサポートする。（tail packingによる）
- たくさんのファイルがあるディレクトリをより高速に認識する。
- 追加機能をプラグインとして実装できるようにするためのサポート。（特別なメタデータや暗号化とデータ圧縮など）
- allocate-on-flushにより動的に最適化されたディスクレイアウトを実現する。（XFSでは遅延確保と呼ばれている）
- データベース・トランザクションのサポート

いくつかのより進んだ特徴はVFSのAPIがないため利用できない（ユーザ定義のトランザクションなど）。
現在のところReiser4はいくつかの標準的なファイルシステムの仕様を満たせていない。オンラインリパッカーなどである（他のファイルシステムで提供されるデフラグメンテーションユーリティーに似ている）。Reiser4の開発者によるとこれから実装の予定だが、開発費用を払う人がいれば早期に実現するだろうと発言している。

## パフォーマンス
Reiser4はdancing treeバランス化アプローチと共にB*木を採用する。メモリを圧迫するかトランザクションの完了時を除き、過疎なノードはディスクへのフラッシュまたはマージされない。システムは時間やスペースを浪費せずにファイルやディレクトリを作成することができるようになる。
2004年、Namesysにより公開された総合的なベンチマークテストでは、1キロバイトのファイル群の操作においてReiser4は本格的に競合するext3に比べ10～15倍高速であることが示された。
Namesysのベンチマークは通常ext3に比べ通常の目的において2倍のパフォーマンスを持つと示唆している。その他のベンチマークの結果によればReiser4は多くの他の処理では遅いことが分かる。

## 参照
1. ↑  reiser4-patchedなカーネルソースにあるDocumentation/filesystems/reiser4.txt, "reiser4において通常のファイルは64 bitタイムスタンプを持つ"
2. ↑  “Linux: Why Reiser4 Is Not in the Kernel”.   Kerneltrap (2005年9月19日). 2012年5月26日時点のオリジナルよりアーカイブ。2008年5月11日閲覧。
3. ↑  Reiser, Hans (2006年7月21日). “The "'official' point of view" expressed by kernelnewbies.org regarding reiser4 inclusion”. 2008年3月1日閲覧。
4. ↑  Reiser, Hans (2004年9月16日). “Re: Benchmark : ext3 vs reiser4”.   Namesys, ReiserFS mailing list. 2006年10月13日閲覧。
5. ↑  Hans Reiser (2003年11月20日). “Benchmarks Of ReiserFS Version 4”.   Namesys. 2006年11月28日閲覧。
6. ↑  Justin Piszcz (2006年1月). “Benchmarking Filesystems Part II”. 2006年4月23日閲覧。